# Flogdrake
Flogdrake (fornsvenska: floghdraki, finska: louhikäärme), stundom elddrake eller eldsdrake är en nordisk typ av drake som huvudsakligen härrör svensk folktro och folkminne, därtill även estsvensk folktro. Det är en vinglös ormdrake som flyger likt en eldstrimma eller ljusfenomen över himlen likt ett stjärnfall och bor i bergstunnlar de själva borrat.
Samma typ av drakfenomen finns även i slavisk mytologi, där främst kallade eldormar (ryska: огненный змей, ognennyj zmej, ukrainska: вогняний змій). Liknande myt förekommer även i Nordtyskland med oklara särdrag.

## Etymologi
Flogdrake härrör fornsvenska: floghdraki och flughdraki vilket betyder ”flygdrake” och avsåg ursprungligen bara flygande drakar jämte icke flygande sådana. Begreppet är ett litterärt lån från fornvästnordiska: flugdreki.
Laurentius Petri använde begreppet i sin senare betydelse kanske redan 1568 i sin översättning av Jesaja (Jesaia Prophete på nyt öffuerseedd) för att i 14:29 översätta seraf (hebreiska: שרף) – ett kristet väsen beskrivet som en brinnande giftorm med vingar – vilken vanligen lyder något i stil med: ”från ormens rot ska det komma en giftorm/basilisk, och dess avkomma ska bli en flygande seraf”, varav Petri översatt det sista som: ”en brinnande floghdrake”.

### I finskan
Från svenskan kom begreppet även att sprida sig till Finland och blev där louhikäärme, en delöversättning där efterledet ”drake” översätts till käärme (”orm/drake”) medan förledet ”flog” lånats och förvrängts till louhi, där bland annat F:et försvunnit då finskan ogillar vissa konsonantkombinationer (jämför finska: Tukholma, ”Stockholm”).
Genom folketymologin har det sedermera blivit finska: lohikäärme (”laxorm”) som är det moderna finska begreppet för drake.

## Beskrivning

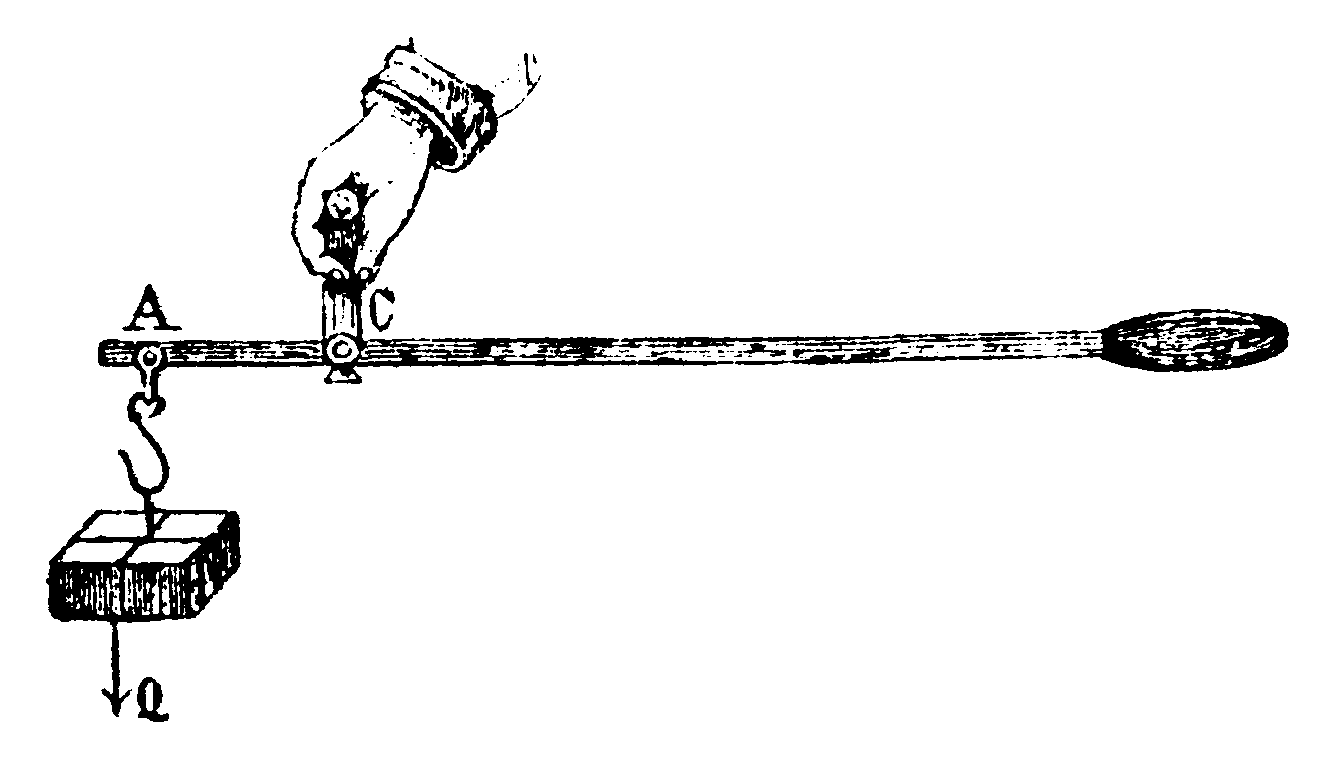
En besman handvåg som flogdraken sägs likna.

Flogdraken liknar den österländska draken med skillnaden att nordiska drakar alltid är onda. Den sägs komma flygande på kvällshimlen omgiven av gnistor och ser då ut som ett gyllene band som stryker över himlavalvet. Den är storvuxen och tycks sakna lemmar, utan sägs likna en besman, en gammaldags handvåg, i formen, ungefär som ett långt grodyngel. Liksom de kinesiska drakarna kan den trots avsaknaden av vingar flyga ändå.
Eldsfenomenet tolkar vissa som att det är draken som ”eldar över sitt gods” eller ”lyser på sin medel” och därmed pekar ut var skatten eller drakboet finna. I annan tolkning är eldsfenomenet draken själv.

### Anknytning till berg
Flogdrakarna ska ha bott i berg genom att borra ner sig i bergmassan och på så sätt gräva stora rör, så kallade drakarör, där de gömde sig själva och sina skatter.
I Carl Gustaf Åströms skrift Om bergoljeborrningarne i Dalarne från 1869 berättar han om Osmundsberget i Rättviks kommun och att så kallad ”flogeld” (flygeld) synts till omkring berget, eller ”som gemene man säger, att draken flyger i bergen”. Bokhållaren Olof Larsson på 1730-talet ska ”åtskilliga gånger märkt en sådan flogeld stryka över sin gård, komma nordväst ifrån, och slå ned i Osmundsberget”. Åström nämner även att dito ”flogeldar” ännu då stundom visade sig vid Gulleråsen.

### Anknytning till tomteväsen
Flogdraken har ibland förknippats med tomtar eftersom de stundom har åtföljts av eld- och atmosfärfenomen. Även vättar, som ofta visar sig som tomte med röd toppluva, ska stundom ha förvandlat sig till flogdrakar liksom vanliga ormdrakar.
I viss tro för draken med sig gods den har varit ute och stulit, en myt som även förekommer hos tomtar, och i estsvensk och nordtysk folktro finns de båda föreställningarna sammanfallna med varann, alltså att tomten (estsvenska: skrat, lågtyska: puk) visar sig nattetid som ”eldsdrake” och då kallas så.

## Jämför
- Lyktgubbe
- Irrbloss